# Mariestads bryggeri

Mariestads Bryggeri var ett bryggeri i Mariestad grundat 1848. Det förvärvades av Spendrups 1967 för att läggas ned 1972.
Mariestads bayerska bryggeri grundades av snusfabrikören Fredrik Rosenlind, och var ett av de första som bryggde sitt öl enligt bayersk tradition. År 1875 brann bryggeriet ner till grunden men redan ett år efter branden var bryggeriet återuppbyggt, denna gång helt i sten. År 1957 lanserades ett nytt öl med namnet Old Ox.
Det moderna ölvarumärket Mariestad bryggs av Spendrups på annan ort. 